# Flugplatz Eutingen im Gäu

i7
i11
i13

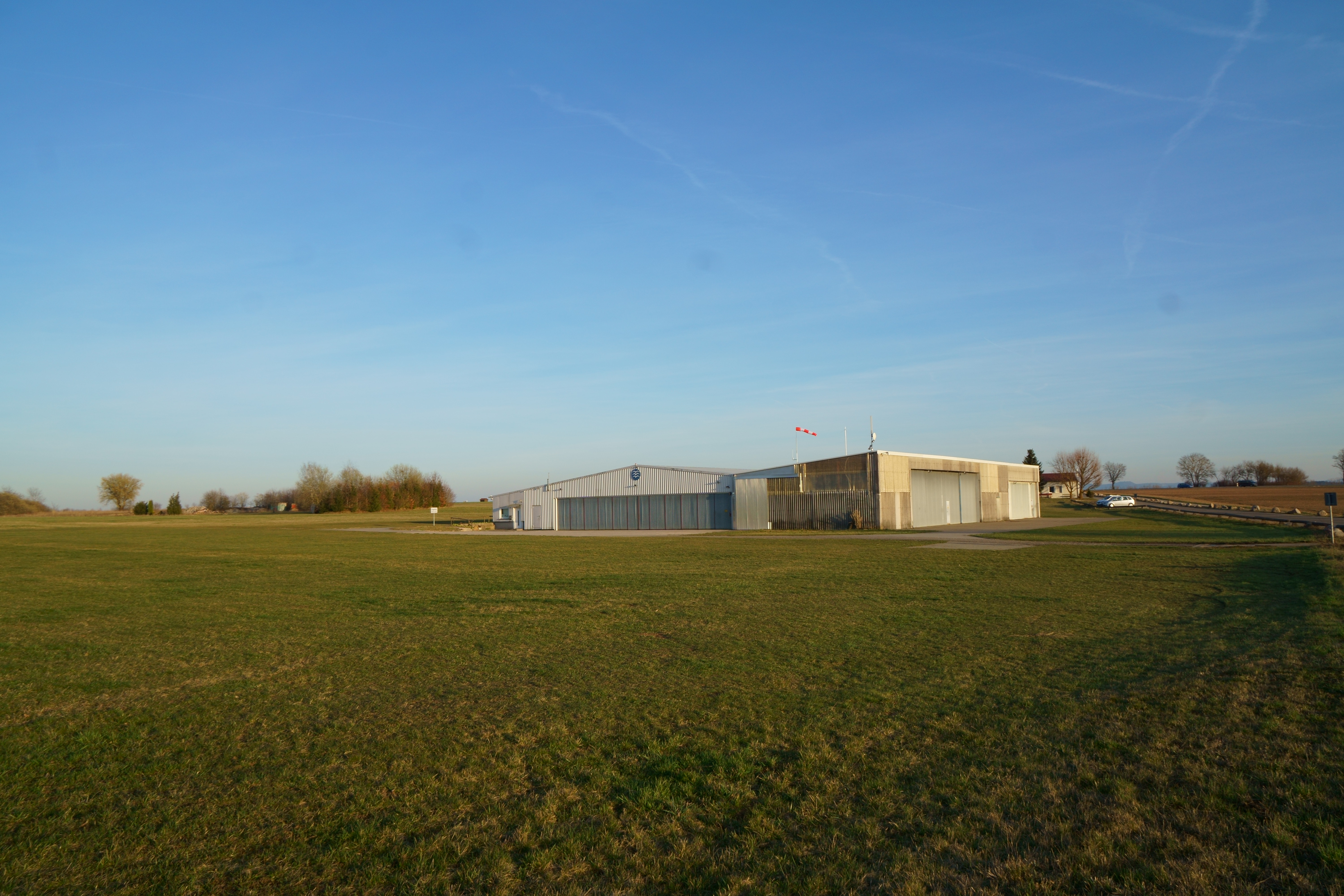
Hangars auf dem Flugplatz

Der Flugplatz Eutingen im Gäu (ICAO-Code: EDTE) ist ein Sonderlandeplatz auf dem Gebiet von Eutingen im Gäu und Rottenburg am Neckar, zirka 50 km südwestlich von Stuttgart. Er entstand im Vorfeld des Zweiten Weltkrieges als Militärflugplatz der damaligen Luftwaffe. Am Flugplatz entstand ein Logistikzentrum der DHL.

## Geschichte
Der Bau des Einsatzhafens Eutingen begann Anfang 1937 und dauerte zweieinhalb Jahre. Die Baukosten bis April 1939 betrugen 2,23 Millionen Reichsmark.
Nach seiner Eröffnung wurde er als "Einsatzhafen 1. Ordnung" klassifiziert und im August 1939 war das mit Bf 109E ausgerüstete Jagdgeschwader 51 der erste Nutzer in Eutingen. Die I. Gruppe nutzte Eutingen von Ende August bis Anfang November 1939, gefolgt ab Ende Oktober von der II. Gruppe, die hier bis Neujahr 1940 stationiert war. Parallel zur II./JG51 lagen hier die Bf 109D der II. Gruppe des Zerstörergeschwaders 76, die in dieser Zeit als Jagdgruppe 176 bezeichnet wurde. Nach knapp dreimonatiger Ruhe wurde Eutingen Basis der I. Gruppe des JG 54, die hier bis zur zweiten Maihälfte lag. Der letzte hier stationierte Einsatzverband war anschließend für einen Monat die III. Gruppe des Kampfgeschwader 55, dessen He 111P von hier aus Feindflüge im Rahmen des Westfeldzugs der Wehrmacht durchführten.
Im weiteren Kriegsverlauf diente er als Schulflugplatz, die zukünftigen Flugzeugführer wurden hier Bü 181, Ar 96 und Fw 58. Das Areal wurde im April 1945 von amerikanischen Truppen eingenommen und zunächst noch von diesen weitergenutzt. Die United States Army Air Forces nutzten Airfield R.61, so die alliierte Codebezeichnung des Flugplatzes, von Ende April bis Anfang August 1945, als sie den Flugplatz an die französischen Streitkräfte übergaben.